# Edoardo Iachizzi
Edoardo Iachizzi (Roma, 26 maggio 1998) è un rugbista a 15 italiano, attivo nel ruolo di seconda linea e terza linea ala del Benetton in URC.

## Biografia
Nato a Roma, iniziò a praticare il rugby nelle giovanili della Capitolina con cui conquistò la convocazione prima in Nazionale Under-18 e poi in Nazionale Under-20. Con gli azzurrini partecipò a due Sei Nazioni di categoria e due campionati mondiali giovanili in Georgia e Francia. In totale ha collezionato 15 presenze e marcando due mete.
Nel 2016 decise di accettare l'offerta del Perpignano e si trasferì per giocare nelle giovanili. L'esordio in prima squadra, e assoluto da professionista, avvenne nel 2018 in una partita del campionato Pro D2 con il Nevers. Il campionato terminò con la promozione in Top 14 dei pirenaici e la stagione successiva Iachizzi esordì in Challenge Cup 2018-19 ma non nel massimo campionato francese. Continuò a far parte della formazione Espoirs del Perpignano.
Nel giugno 2020 si trasferì al Vannes per la successiva stagione di Pro D2.